# Insula Kutovo
Insula Kutovo (în bulgară Остров Кутово, Ostrovul Kutovo sau Остров Голия, Ostrovul Gol) este o insulă bulgară situată pe Dunăre între kilometri 798,2 și 801,3, în dreptul localității Basarabi din județul Dolj și în amonte la 5 km de municipiul Calafat și la cca. 10 km de orașul bulgar Vidin. Ca încadrare teritorial-administrativă aparține satului Kutovo din comuna Vidin, regiunea Vidin, Bulgaria față de care se află la 5 km spre sud. La 2 km în aval de insulă este construit noul pod peste Dunăre, Podul Calafat-Vidin.
Insula face parte din teritoriul Bulgariei în temeiul „Convenției pentru delimitarea frontierei fluviale dintre Bulgaria și România”, semnat în 1908. În conformitate cu articolul 1 din Convenție, frontiera de stat urmează talvegul Dunării (cea mai mică linie a albiei).

## Descriere
Are o formă alungită, cu o lungime de 3 km, o lățime maximă de 0,5 km și o suprafață de 1,8 km2, ceea ce îi conferă locul al 13-lea ca mărime între insulele dunărene din Bulgaria. Insula Kutovo este ultima mare (mai mare de 1 km2) insulă bulgară de pe cursul Dunării, din amonte. De coasta bulgară o separă un braț cu o lățime minimă de 500 de metri. Altitudinea maximă este de 40 de metri, ceea ce înseamnă că în partea centrală are o înălțime de 7-8 metri deasupra apelor fluviului. Este constituită dintr-un sol nisipos-pietros, cu pâlcuri de pădure unde predomină specia arboricolă de răchită și de plop. La ape mari, părțile joase ale insulei sunt inundate.

## Arie protejată
La 10 aprilie 2007, insula Kutovo a fost declarată arie protejată pentru a conserva habitatele de plante rare și vulnerabile, cum ar fi ghiocelul de mlaștină și speciile de păsări de baltă: stârc de noapte (Nycticorax), stârc cenușiu (Ardea cinerea), pelican comun (Pelicanus onocrotalus), lopătar (Platalea leucorodia), cormoran mare (Phalacricorax carbo), cormoran mic (Phalacrocorax pygmeus).

## Legături externe
- Poziția pe hartă - wikimapia.org